# Comuna Viunkî, Cervonoarmiisk
Viunkî (în ucraineană В'юнківська сільська рада) este o comună în raionul Cervonoarmiisk, regiunea Jîtomîr, Ucraina, formată din satele Olizarka și Viunkî (reședința).

## Demografie
Componența lingvistică a comunei Viunkî
     Ucraineană (97,99%)
     Rusă (2,01%)
Conform recensământului din 2001, majoritatea populației comunei Viunkî era vorbitoare de ucraineană (97,99%), existând în minoritate și vorbitori de rusă (2,01%).